# 남부두더지들쥐
남부두더지들쥐(Ellobius fuscocapillus)는 비단털쥐과에 속하는 설치류의 일종이다. 아프가니스탄과 이란, 파키스탄, 투르크메니스탄에서 발견된다.

## 염색체
남부두더지들쥐는 정상적인 XY/XX 염색체 성 결정 시스템과 SRY 유전자 모두를 가진 것으로 확인된 두더지들쥐속의 유일종이다.